# Fernanda Barriga
Fernanda Barriga (Quito, ca. 1807-?) va ser una cuinera equatoriana, coneguda per haver estat la cuinera personal del general i líder revolucionari Simón Bolívar, raó per la qual és coneguda com «la cuinera del llibertador».
Va néixer a Quito, probablement el 1807, a la vall de Chota, de descendència africana, per això se la va conèixer també com la «Negra Fernanda». Va ser cuinera de Simón Bolívar des de 1827, amb el qual es va traslladar a Bogotà. Barriga va ser dona de confiança de Manuela Sáenz i es va fer part indispensable de la vida de Bolívar, al qual acompanyaria durant tota la vida fins a la seva mort, sent destacat el fet de ser l'única dona que va poder fer-ho.
Se li atribueix la creació d'un plat anomenat «migas bolivarianas», on s'ajuntaven les sobres de la setmana de cara al cap de setmana. També era coneixedora d'altres plats com el funche, una massa de farina de blat de moro amb aigua, que després es barrejava amb un guisat per quedar com una mena de pastís, el chupe de gallina, l'arepa, la boronía, entre d'altres. Els darrers anys de la vida del líder revolucionari, va rebre l'ordre de servir-li cada dues hores una tassa de sagú en forma de mazamorra. Hom relata que Bolívar, cansat de prendre'n la va refusar dient: «Si vuelves con tu mazamorra, te llamaré Fernanda Séptima» (en català «Si tornes amb la teva mazamorra [fent joc de paraules amb masmorra], et diré Ferranda Setena [en referència al rei Ferran VII d'Espanya]».
A finals de segle xix encara vivia i passava dels 90 anys.
Val a dir que ha estat una de les dones més oblidades de la història al voltant de Bolívar, atès tant el seu origen com el seu ofici.